# Lousada
Lousada is een plaats en gemeente in het Portugese district Porto.
De gemeente heeft een totale oppervlakte van 96 km² en telde 44.712 inwoners in 2001.
Lousada is vooral bekend van zijn Eurocircuito da Costilha, dat traditioneel de locatie vormt voor de Portugese ronde van het FIA-EK Rallycross en ook enkele keren op de EK-kalender voor autocross stond.

## Plaatsen in de gemeente
| - Alvarenga - Aveleda - Boim - Caíde de Rei - Casais - Cernadelo - Covas - Cristelos - Figueiras - Lodares - Lustosa - Macieira - Meinedo | - Nespereira - Nevogilde - Nogueira - Ordem - Pias - Santa Margarida de Lousada - Santo Estêvão de Barrosas - São Miguel de Lousada - Silvares - Sousela - Torno - Vilar do Torno e Alentém |